# 梅约
梅约（法語：Meilhaud，法語發音：[mɛjo]）是法国多姆山省的一个市镇，位于该省南部，属于伊苏瓦尔区。

## 地理
梅约（45°32'43"N, 3°9'44"E）面积4.47 平方千米，位于法国奥弗涅-罗讷-阿尔卑斯大区多姆山省，该省份为法国中南部省份，北起阿列省接壤，东临卢瓦尔省，南至上盧瓦爾省和康塔爾省，西接科雷兹省和克勒兹省。
与梅约接壤的市镇（或旧市镇、城区）包括：帕尔迪讷、佩里耶、索利尼亚、图尔泽勒-龙济耶尔。

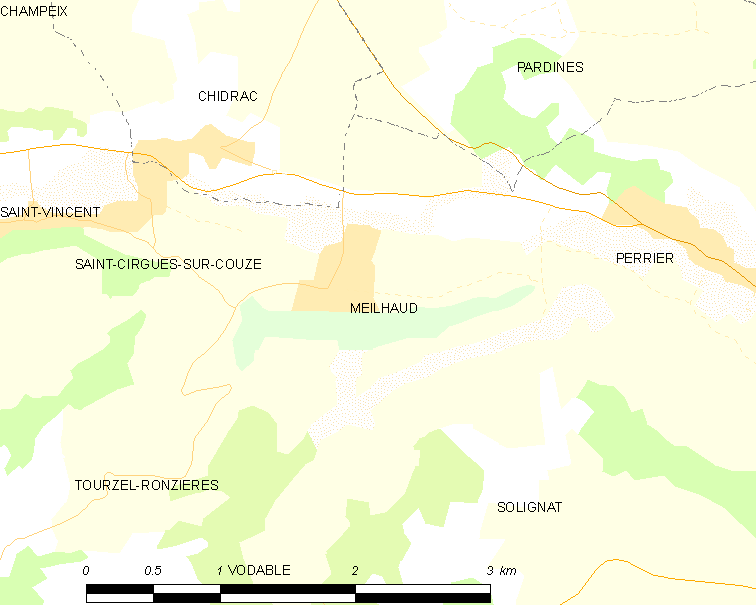
梅约的OSM定位图

梅约的时区为UTC+01:00、UTC+02:00（夏令时）。

## 行政
梅约的邮政编码为63320，INSEE市镇编码为63222。

## 政治
梅约所属的省级选区为伊苏瓦尔县。

## 人口

1962-2008年间梅约人口变化图示

梅约于2022年1月1日时的人口数量为495人。